# ジュズスゲ
ジュズスゲ Carex ischnostachya はカヤツリグサ科スゲ属の植物の1つ。直立する穂に大きめの果胞を並べるもので、ほぼ日本全国に分布し、路傍などにも出現する普通種の1つである。

## 特長
常緑の多年生草本。匍匐枝を出さず、密集した株を作る。花の付く茎は高さ30-60cmほどになる。基部の鞘は淡褐色から淡赤褐色で、少しだけ繊維状に細かく裂ける。また、葉身のない鞘がある。葉は幅5-12mm、鮮やかな緑色をしている。この葉幅はこの類ではかなり広い方で、また中央の主脈と葉の縁の間を走る左右1対の側脈がかなり目立つ。
花期は4-6月。花の付く茎は上部がざらつく。花序は先端の頂小穂が雄性で、雄小穂はこれ1つのみ。側小穂は2-5個あり、すべて雌性。これらの小穂はいずれもほぼまっすぐに立つ。側小穂の下にある苞は長い葉状部があり、基部には鞘がある。雄小穂は線形で長さ2-3mm、短い柄がある。雄花鱗片は色が淡く、先端は鈍く尖る。雌小穂は線柱形で長さ2-5cm、柄がないものから短い柄を持つものまである。雌小穂には果胞が密につく。雌花鱗片は色が淡く、先端は鋭く尖るか、あるいは鈍く尖る。ただし雌花鱗片はその長さが果胞の1/3から半分ほどしかなく、そのために果胞の間に隠れがちである。果胞は長卵形で長さ4-5mmとかなり大きく、小穂の主軸に沿って直立し、熟しても反り返ったりはしない。また果胞には毛はなく、稜の間には多数の脈が走り、先端部は長い嘴状に尖り、その先の口は斜めに切り取られたような形になる。果胞は成熟するとやや膨らんで果実を緩く包み、また乾燥させると黒褐色に変色する。痩果は倒卵形で長さ2mm、柱頭は3つに分かれる。
和名は数珠スゲの意で、果穂の形に基づくものである。ただしヤワラスゲと本種と和名を交換した方が合致するだろうと牧野は述べている。

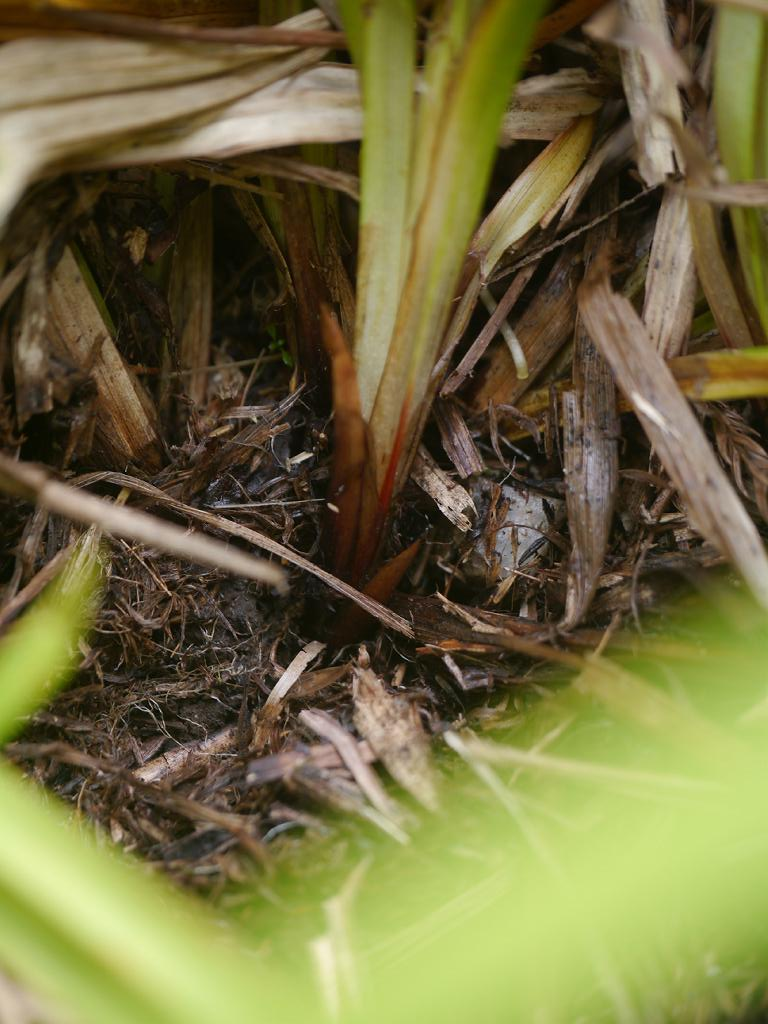
葉の基部の鞘が赤みを帯びる
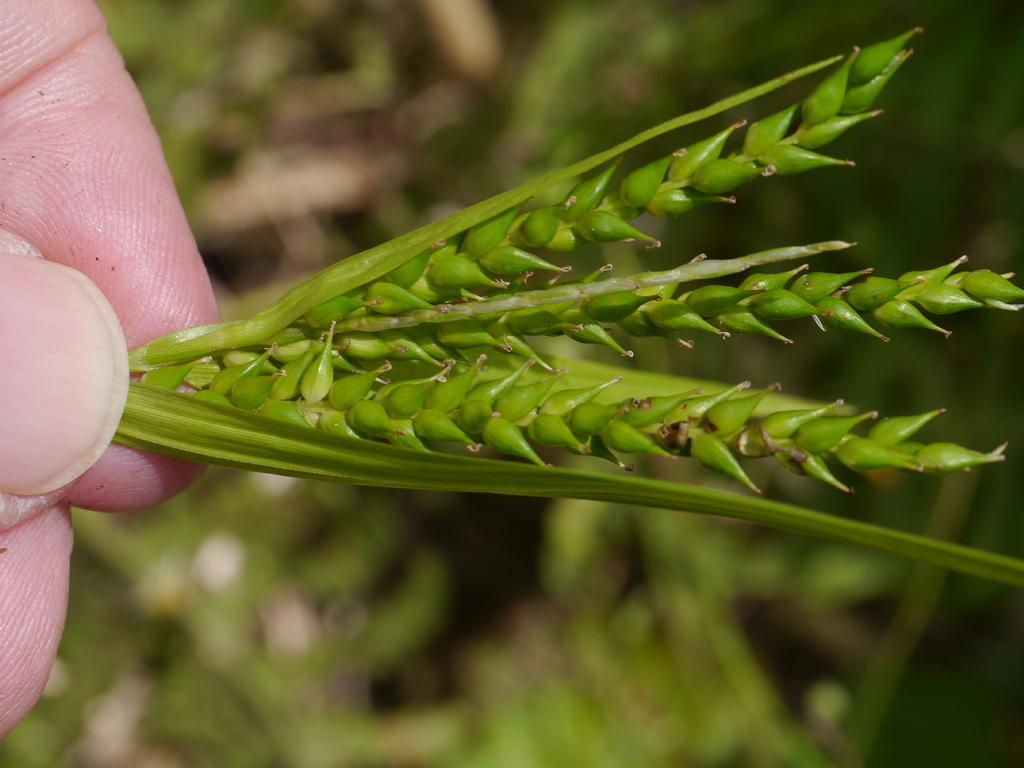
花序の先端部・雄小穂と雌小穂
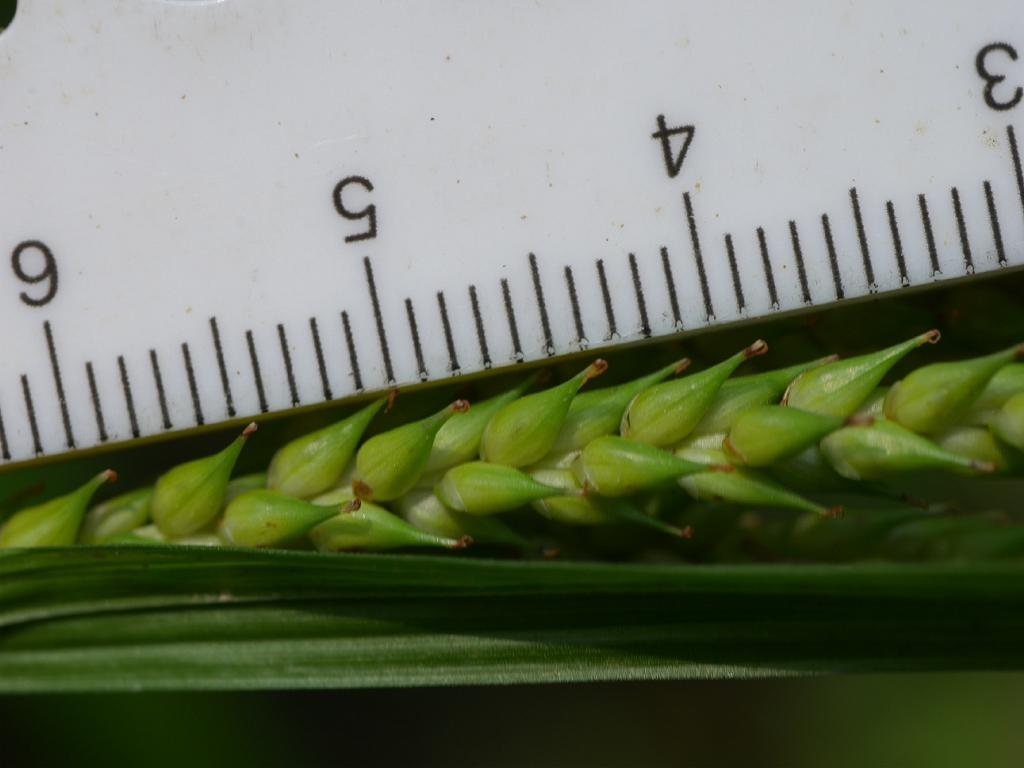
果胞の大きさを示す

## 分布と生育環境
北海道、本州、四国、九州と、それに伊豆大島から知られる。また国外では朝鮮と中国から知られている。
森林の林縁に生え、そのような場所では路傍にも出現する。

## 分類など
勝山(2015)はジュズスゲ節 Sect. Ischnostachyae としており、日本産ではもう1種、カツラガワスゲ C. subtumida を挙げている。これは元来は中国で記載されたもので、日本では2003年に愛媛県から記録された。本種に似ているが、雌花鱗片が更に小さく（本種が3-3.5mm、この種では1.5-2mm）、それに本種のそれが平らであるのに対して内巻きすること、および果胞が成熟するとやや反り返る点などが異なる。
他に似た名前のものとしてはコジュズスゲ C. macroglossa やミヤマジュズスゲ C. dissitiflora といったものもあるが、それぞれ別の節のもので類縁は近くない。外見上もさほど似ておらず、強いて言えばいずれも果胞が長楕円形で大きめ、という点くらいだろうか。

### 種内変異

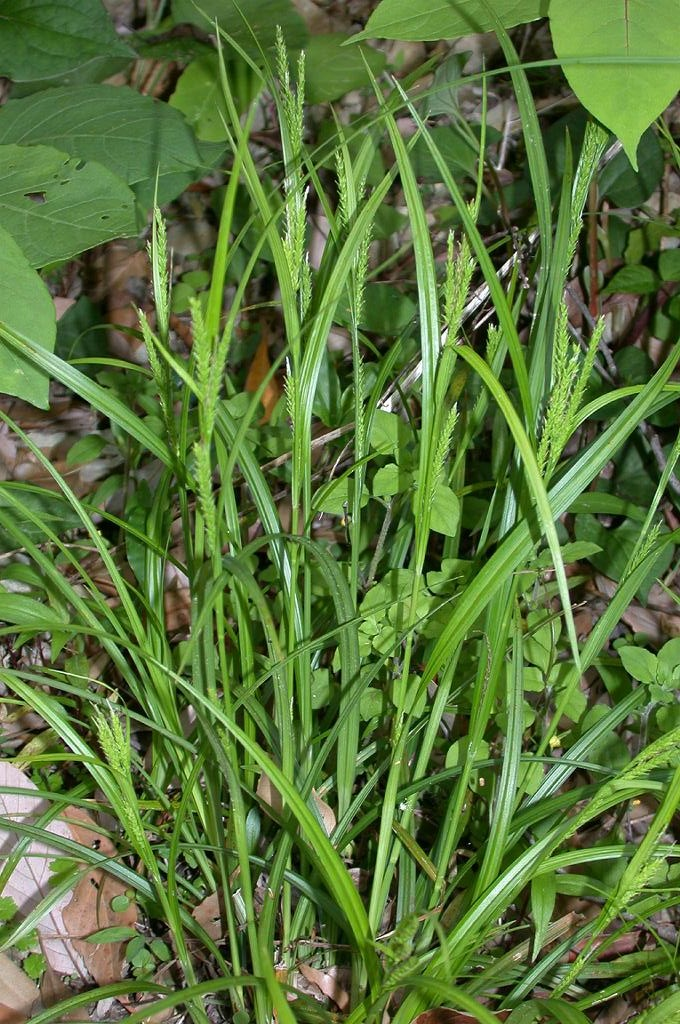
オキナワジュススゲ

本種の変種としてオキナワジュズスゲ var. fastigiata T. Koyama がある。基本変種との違いとしては果胞が一回り小さい（3-3.5mm）こと、および基部の鞘が濃赤色から暗紫色と赤みが強いことが挙げられる。また花茎の上部の小穂3-5個が、より接近してつく傾向があるという。また基本変種より全体に緑が濃く、開花期は少し早いとも。
この変種の分布は基本変種より南に寄っており、本州では関東南部以西、四国、九州、それに対馬や伊豆諸島、南西諸島まで知られ、国外に記録はない。ただし南西諸島に広く分布するものではなく、奄美大島から沖縄本島にかけてのみ知られている。また生育環境も路傍や林縁よりは疎林の林床に出ることが多いという。
ただしこの変種については保育社の原色図鑑では言及がなく、また琉球植物誌でも基本変種の学名のみ記しており、この変種の名は標準和名の別名としてのみ記されている。近いところでは星野、正木(2002)ではこの変種について言及はあるものの、学名も示しておらず、またこの書ではまとめて扱う旨記されている。他方で勝山(2005)では基本変種の項内ながらも学名を含めて詳しく書かれており、同一ページではあっても複数の写真を挙げている。城谷(2007)では独立の項を立てられている。どうやらこの辺り以降になってはっきり区別すべきとの判断が固まったようである。

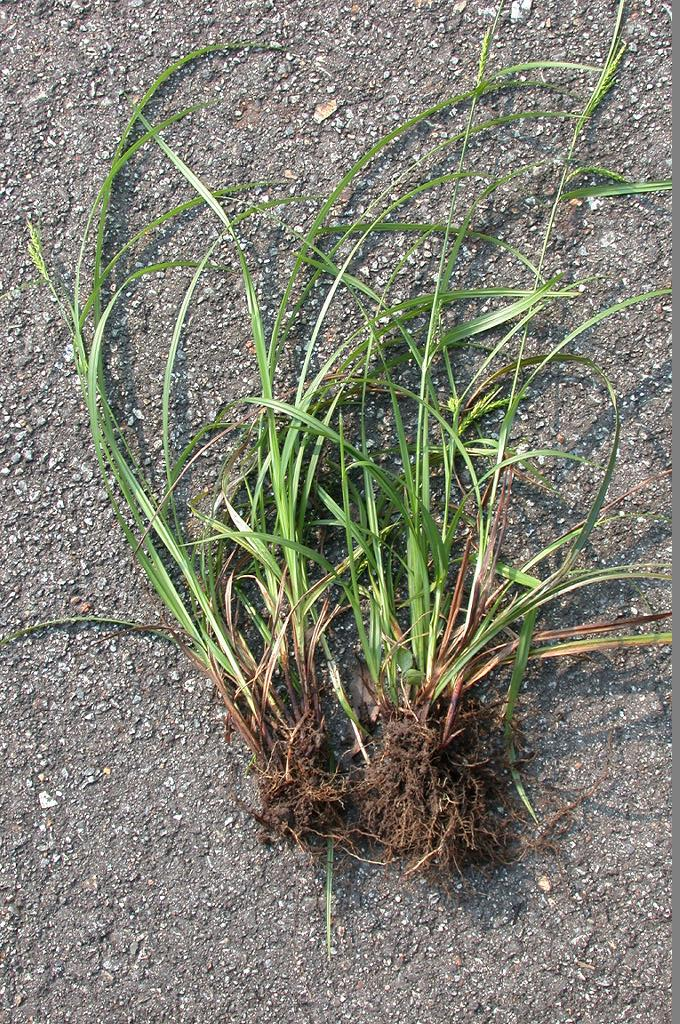
掘り出したもの
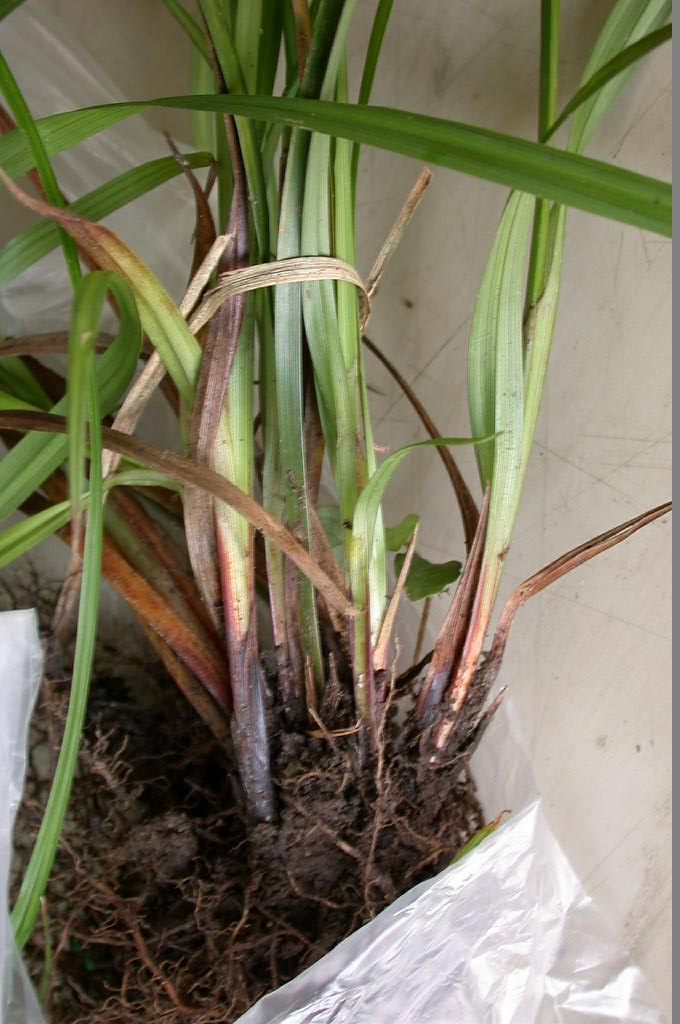
基部の鞘・赤みが強い
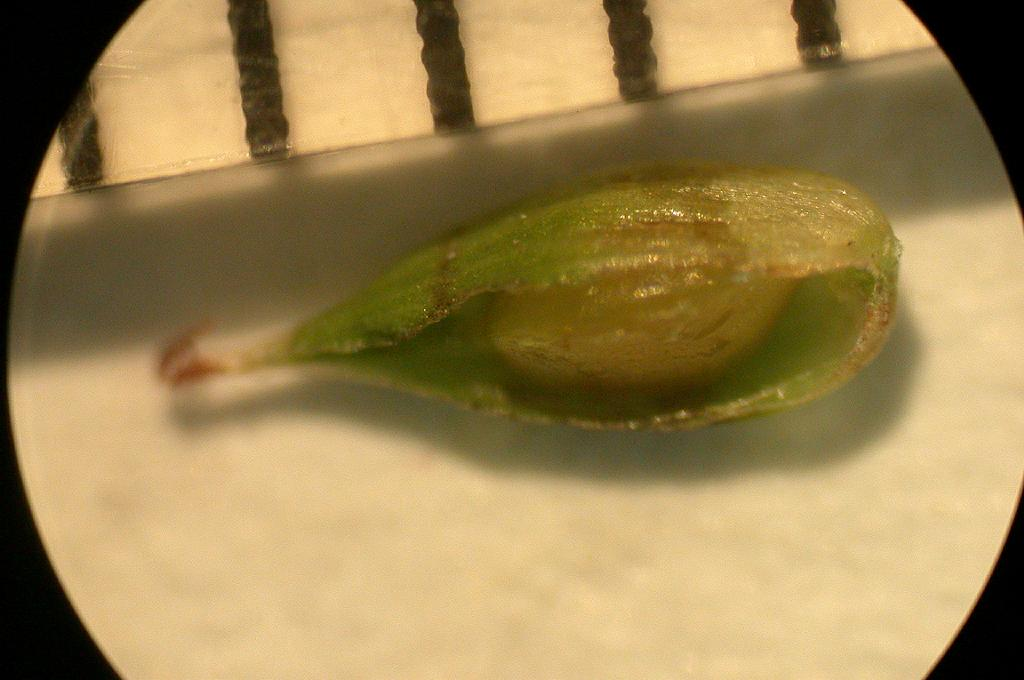
果胞の大きさを示し、同時に内部の果実も
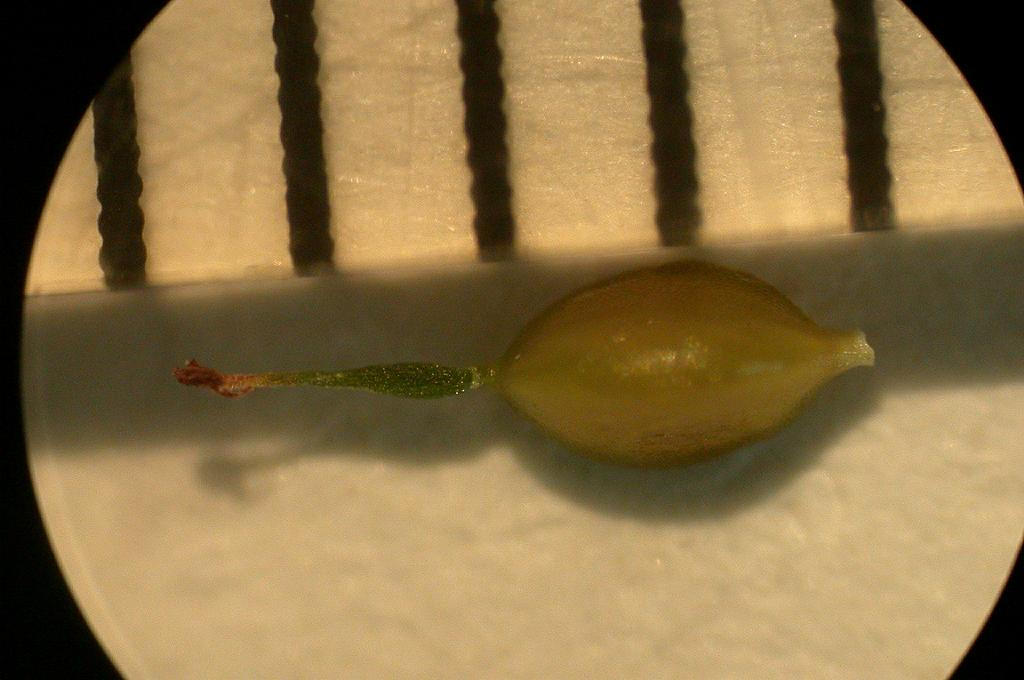
果実と花柱